# Asphyx (album)
Asphyx – trzeci album studyjny holenderskiego zespołu muzycznego Asphyx. Wydawnictwo ukazało się 16 lipca 1994 roku nakładem wytwórni muzycznej Century Media Records. Nagrania zostały zarejestrowane między styczniem a lutym 1994 roku w Stage One Studio w Niemczech.

## Lista utworów
Opracowano na podstawie materiału źródłowego.
| Nr  | Tytuł utworu                                               | Długość |
| --- | ---------------------------------------------------------- | ------- |
| 1.  | „Prelude of the Unhonoured Funeral” (utwór instrumentalny) | 03:54   |
| 2.  | „Depths of Eternity”                                       | 07:03   |
| 3.  | „Emperors of Salvation”                                    | 05:00   |
| 4.  | „'Til Death Do Us Apart”                                   | 06:18   |
| 5.  | „Initiation into the Ossuary”                              | 09:50   |
| 6.  | „Incarcerated Chimaeras”                                   | 05:03   |
| 7.  | „Abomination Echoes” (utwór instrumentalny)                | 02:44   |
| 8.  | „Back into Eternity”                                       | 06:44   |
| 9.  | „Valleys in Oblivion”                                      | 07:16   |
| 10. | „Thoughts of an Atheist”                                   | 05:24   |
|     |                                                            | 59:16   |

## Twórcy
Opracowano na podstawie materiału źródłowego.
| Zespół Asphyx w składzie - Eric Daniels – gitara - Sander van Hoof – perkusja - Ron van Pol – wokal prowadzący, gitara basowa |  | Dodatkowi muzycy - Heiko Hanke – instrumenty klawiszowe - Tony Brookhuis – gitara |  | Inni - Axel Hermann – oprawa graficzna - Andy Classen – produkcja muzyczna, inżynieria dźwięku, miksowanie - R. Kampf – producent wykonawczy |